# Ruggero Sbrogiò
Ruggero Sbrogiò (Venezia, 17 marzo 1932 – Mira, 23 novembre 2013) è stato un politico italiano.

## Biografia
Funzionario di partito, negli anni settanta è sindaco di Mira per il PCI.
Dal 1980 al 1985 (eccetto una breve parentesi) è presidente dell'amministrazione provinciale di Venezia, a capo di una giunta PCI-PSI.
Nel 1997 si ricandida a sindaco, sostenuto da una coalizione di centro-destra, ma viene sconfitto da Luigi Solimini.